# 52
52（五十二、ごじゅうに、いそふた、いそじあまりふたつ）は自然数、また整数において、51の次で53の前の数である。 

## 性質
- 52 は合成数であり、正の約数は 1, 2, 4, 13, 26, 52 である。
  - 約数の和は98 。
    - このうち52を除いた約数の和は46となり、不足数である。
    - 約数関数から導き出される数列 {\displaystyle a_{n}=\sigma (a_{n-1})} はその初期値によって異なる数列になる。異なる数列になる10番目の初期値(最小の値)を表す数である。1つ前は50、次は66。(ただし1を除く)(オンライン整数列大辞典の数列 A257348)
- 5番目のベル数である。1つ前は15、次は203。
- 1/52 = 0.01923076… (下線部は循環節で長さは6)
  - 逆数が循環小数になる数で循環節が6になる10番目の数である。1つ前は42、次は56。
- 各位の和が7になる6番目の数である。1つ前は43、次は61。
- 各位の積が10になる2番目の数である。1つ前は25、次は125。(オンライン整数列大辞典の数列 A199990)
- 52 = 42 + 62
  - 異なる2つの平方数の和で表せる15番目の数である。1つ前は50、次は53。(オンライン整数列大辞典の数列 A004431)
  - n = 2 のときの 4n + 6n の値とみたとき1つ前は10、次は280。(オンライン整数列大辞典の数列 A074612)
- 52 = 12 + 12 + 12 + 72 = 12 + 12 + 52 + 52 = 22 + 42 + 42 + 42 = 32 + 32 + 32 + 52
  - 4つの平方数の和4通りで表せる最小の数である。次は58。(オンライン整数列大辞典の数列 A025360)
    - 4つの平方数の和 n 通りで表せる最小の数である。1つ前の3通りは28、次の5通りは82。(オンライン整数列大辞典の数列 A025416)
- 52 = 22 × 13
  - n = 2 のときの 13 × 2n の値とみたとき1つ前は26、次は104。(オンライン整数列大辞典の数列 A005029)
  - 2つの異なる素因数の積で p2 × q の形で表せる8番目の数である。1つ前は50、次は63。(オンライン整数列大辞典の数列 A054753)
  - 52 = 4 × 13
    - n = 4 のときの n3 − n2 + n の値とみたとき1つ前は21、次は105。(オンライン整数列大辞典の数列 A069778)
    - 52 = 1 × (1 + 3) × (1 + 3 + 9)
      - 初項 1、公比 3 の等比数列の和の総乗とみたとき1つ前は4、次は2080。(オンライン整数列大辞典の数列 A015001)
- 52 = 26 − 2 × 6
  - n = 6 のときの 2n − 2n の値とみたとき1つ前は22、次は114。(オンライン整数列大辞典の数列 A005803)

## その他 52 に関連すること
- ジョーカーを除いたトランプの枚数は52枚。
- 五十二位：仏教で覚りには52の位があるといわれる。最高位の第五十二段を仏覚という。
- 原子番号 52 の元素はテルル (Te)。
- 1年は52週からなる。（より正確には52週と1.25日）
  - en:52 Weeks Make A Year - 東ドイツのドラマ映画（1955年）
- 年始から数えて52日目は2月21日。
- B-52 はアメリカの爆撃機。
- B-52's：アメリカのロックバンド。上記 B-52 から名を採った。
- 任天堂の家庭用ゲーム機、ファミリーコンピュータで画面に発色できる色数は52色。
- 第52代天皇は嵯峨天皇である。
- 日本の第52代内閣総理大臣は鳩山一郎である。
- 大相撲の第52代横綱は北の富士勝昭である。
- 第52代ローマ教皇はホルミスダス（在位：514年7月20日 - 523年8月6日）である。
- 易占の六十四卦で第52番目の卦は、艮為山。
- クルアーンにおける第52番目のスーラは山である。
- グランドピアノの白鍵の数。
- 香道の楽しみ方の一つである源氏香において、聞いた香の異同を五本の縦線を横線で結んでグループ化して表す香の図は、全部で 52（5番目のベル数）種類の図柄がある。
- 52ヘルツの鯨は世界でもっとも孤独とされる鯨。